# Hsu Jui-an
Hsu Jui-an (* 10. März 1996) ist ein taiwanischer Poolbillardspieler.

## Karriere
Im Dezember 2012 erreichte Hsu Jui-an das Viertelfinale der Juniorenweltmeisterschaft und schied dort gegen den Belgier Moritz Lauwereyns aus. Bei den Japan Open 2013 erreichte er die Runde der letzten 64 und unterlag dort dem Japaner Masaaki Tanaka.
Ein Jahr später gelang es ihm bei der Juniorenweltmeisterschaft ins Finale einzuziehen, in dem er jedoch mit 10:11 gegen den Singapurer Aloysius Yapp verlor.
Im Februar 2015 erreichte Hsu die Finalrunde der 10-Ball-Weltmeisterschaft, schied aber in der Runde der letzten 64 gegen den Philippiner Jonas Magpantay aus. Bei den Japan Open 2015 erreichte er erneut die Runde der letzten 64.